# Diecéze Arba
Diecéze rabská, starším názvem Arba, je titulární diecéze římskokatolické církve se sídlem v chorvatském Rabu. Hlavním chrámem diecéze je v rabská katedrála Nanebevzetí Panny Marie.

## Historie
Diecéze byla založena v antických dobách. Prvním známým biskupem byl Titianus, který se roku 532 zúčastnil Solanského koncilu. Původně byla sufragánní arcidiecéze salonské, poté arcidiecéze splitské (dnes arcidiecéze splitsko-makarská). 
Dne 17. října 1154 se stala součástí církevní provincie arcidiecéze zadarské.
Diecéze byla zrušena bulou Locum beati Petri papeže Lva XII. a včleněna do diecéze krkské.
Od roku 1933 je Rab pouze titulárním biskupským sídlem; současným titulárním biskupem je Zacharias Cenita Jimenez, pomocný biskup diecéze butuanské.

## Seznam biskupů
- Titianus (zmíněn roku 532)
- Petrus I. (zmíněn roku 986)
- Maggius (zmíněn roku 1018)
- Dragonus (před rokem 1068 a po roku 1071)
- Petrus II. (zmíněn roku 1072)
- Gregorius (zmíněn roku 1075)
- Domanus (zmíněn roku 1080)
- Vitalus (zmíněn roku 1086)
- Petrus III. (zmíněn roku 1094)
- Lupus (1097 – 1110)
- Bonus (1111 – 1145)
- Andreas I. (1179 – po roku 1193)
- Prodano del Lauro (1205 – 1212)
- Venantius (1216 – ?)
- Andreas II. (1220 – ?)
- Ioannes (1225 – 1225)
- Giordanus (1225 – 1238)
- Paulus (1239 – 1243)
- Stefano de Dominis (1249 – 1258)
- Gregorio Ermolao (1260 – po roku 1289)
- Matteo Ermolao (asi 1291 – 1292)
- Giorgio Ermolao I. (1292 – 1313)
- Aimonus, O.S.B. (1313 – po roce 1317)
- Francesco de Filippo (1321 – ?)
- Giorgio Ermolao II. (1329 – 1363)
- Crisogono de Dominis (1363 – 1372)
- Zodenigo Zodenighi (1372 – 1412)
- Marino Carnota (1414 – 1423)
- Francesco Servandi, O.P. (1423 – 1428)
- Angelo Cavazza (1428 – 1433)
- Giovanni di Parenzo (1433 – 1440)
- Matteo Ermolao (1440 – ?)
- Nicola da Zara, O.P. (1443 – 1447)
- Giovanni Scaffa (1450 – asi 1471
- Lionello Chiericato (1472 – 1484)
- Alvise Malombra (1484 – 1514)
- Vincenzo Nigusanti (1514 – 1569)
- Biagio Sideneo (1567 – 1583)
- Andrea Cernota, O.F.M.Obs. (1583 – 1588)
- Pasquale da Padova, O.S.B.Cam. (1588 – 1621)
- Teodoro Giorgi, O.S.B. (1621 – 1635)
- Pietro Gaudenzi (1636 – 1664)
- Domno Gaudenzi (1664 – 1695)
- Ottavio Spader, O.F.M.Obs. (1695 – 1698)
- Antonio Rosignoli (1700 – 1713)
- Vincenzo Lessio (1713 – 1719)
- Doimo Zeni (1720 – 1728)
- Andrea Carlovich (1728 – 1738)
- Pacifico Bizza (1738 – 1746)
- Giovanni Calebotta (1746 – 1756)
- Giovanni Luca Garagnin (1756 – 1765)
- Giovanni Battista Jurileo (1765 – 1771)
- Giovanni Maria Antonio dall'Ostia (1771 – 1794)
- Giovanni Pietro Galzigna (1795 – 1823)

## Seznam titulárních biskupů
- 1950–1960 Paul Leonard Hagarty, O.S.B.
- 1960–1985 Edward Ernest Swanstrom
- 1985–1991 Patricio Maqui Lopez
- 1991–1999 Jan Paweł Lenga, M.I.C.
- 1999–2003 Cyryl Klimowicz
- od 2003 Zacharias Cenita Jimenez